# Africoraphidia spilonota
Africoraphidia spilonota is een kameelhalsvliegensoort uit de familie van de Raphidiidae. De soort komt voor in Algerije en Marokko.
Africoraphidia spilonota werd voor het eerst wetenschappelijk beschreven door Navás in 1915.